# Wish U Were Here
«Wish U Were Here» (укр. Якби ти була тут) — пісня австралійського співака Коді Сімпсона за участі американської співачки Беккі Дж. Пісня була видана у форматі цифрового завантаження 7 серпня 2012 року як другий сингл з його дебютного студійного альбому Сімпсона Paradise. Пісня була написана Тайо Крузом, Лукасом Готтвальдом, Бонні МакКі, Генрі Расселом Вальтером та Ребеккою Марі Гомес.

## Музичне відео
Музичне відео на сингл «Wish U Were Here» було вперше опубліковане на YouTube 7 серпня 2012 року із загальною тривалістю в три хвилини і двадцять вісім секунд.

## Трек-лист
| Цифрове завантаження | Цифрове завантаження                     | Цифрове завантаження |
| #                    | Назва                                    | Тривалість           |
| -------------------- | ---------------------------------------- | -------------------- |
| 1.                   | «Wish 'U Were Here» (за участі Беккі Дж) | 3:16                 |

| Цифрове завантаження - Ремікси | Цифрове завантаження - Ремікси                | Цифрове завантаження - Ремікси |
| #                              | Назва                                         | Тривалість                     |
| ------------------------------ | --------------------------------------------- | ------------------------------ |
| 1.                             | «Wish U Were Here» (Sam Thomasson Radio Edit) | 3:07                           |
| 2.                             | «Wish U Were Here» (Digi Radio Edit)          | 2:52                           |
| 3.                             | «Wish U Were Here» (DJ Laszlo Radio Edit)     | 4:09                           |

## Чарти
| Чарт (2013)                 | Найвища позиція |
| --------------------------- | --------------- |
| Бельгія (Ultratip Flanders) | 10              |
| Бельгія (Ultratip Wallonia) | 28              |
| Ірландія (IRMA)             | 99              |

## Історія випуску
| Регіон          | Дата           | Формат               | Лейбл            |
| --------------- | -------------- | -------------------- | ---------------- |
| Австралія       | 7 серпня 2012  | Цифрове завантаження | Atlantic Records |
| Велика Британія | 14 серпня 2012 | Цифрове завантаження | Atlantic Records |